# 朝日新聞社員2ちゃんねる差別表現書込事件
朝日新聞社員2ちゃんねる差別表現書込事件（あさひしんぶんしゃいんにちゃんねるさべつひょうげんかきこみじけん）は、2009年3月に朝日新聞社の社員が社内のパソコンからネット掲示板2ちゃんねる上で、在日朝鮮人差別、部落差別、精神疾患者差別を助長するような内容を書き込んでいたことが判明し、問題になった事件。

## 概要
2009年3月31日、前日から2ちゃんねる側が朝日新聞社のドメイン(asahi-np.co.jp)からの書き込みを規制していた事が発覚した。規制がなされた主な理由は同掲示板の鉄道路線・車両板のスレッドにおいて、意味不明の連続投稿を行っていたためである。
2ちゃんねるでは、運営による規制実施の場合には透明性が確保されており、規制の妥当性を一般ユーザーが判断できるようになっている。その結果、該当ユーザーの書込には精神障害者、経済的弱者、被差別部落民らに対する差別を助長するものが多数含まれていたことが判明した。なお、この問題になった書き込みの他にも、朝鮮人に対する差別的表現が朝日新聞社の関係者により書き込まれていたことが、IPアドレスによって確認されている。（具体的な書込内容は後述）さらに、朝日新聞関係者による書込の中にはアダルトサイトを宣伝しリンクを貼り付けるものも確認されている。

## 朝日新聞社側の対応
この事件について朝日新聞社が調査を行い、東京本社編集局の校閲センター員（当時49歳）が行ったことを突き止め、厳正な処分を行うと発表した。

## 2ちゃんねる側の反応
多くの企業ではインターネット接続の際、トラブルや情報漏洩を避けるために会社ドメインから2ちゃんねる等に書き込むことを制限している。そのため、大企業である朝日新聞から書き込まれていたことは多くの2ちゃんねるユーザーにとっても驚きを持って迎えられた。
朝日新聞は2009年2月に、インターネットにおける匿名性や誹謗中傷を非難する記事を掲載し、また一部市民団体よりインターネットでの言論統制が行われると危惧されている人権擁護法案について、全国紙で唯一の推進派であるなど、ネット上の言論状況を問題視する姿勢を明確にしていた。また、2007年9月12日に朝日新聞社内部からウィキペディア日本語版の筑紫哲也など約820件の記事項目が修正されていたことが発覚するという出来事があり、全社員に注意喚起を行うと共に、「社内規定で社内のネットワーク（社内LAN）の業務外使用をかねてより禁止している」と返答していた。このため、「社員自身の行動の矛盾について朝日新聞社が2ちゃんねるに対する差別表現の書込や荒らしなどの業務妨害をどのレベルで把握していたか」等の諸問題がネット上で即日炎上した。
2ちゃんねる創設者の西村博之もこの事件に関して、ネットの「匿名性」を批判する朝日新聞社などの大企業の社員が事件を起こしても、匿名で報道されることは矛盾であるとする趣旨のコメントを発表した。
また、マスコミのリモートホストを確認できる立場の2ちゃんねる運営は、マスコミ関係者の書込により世論操作が行われている可能性や、マスコミ全般のリモートホスト開示の可能性に言及した。FOX ★（中尾嘉宏）は「(KY) とかホントに出すかね、」と朝日新聞珊瑚記事捏造事件についてもほのめかしており、過去の社員の自作自演すら疑われる始末であった。